# Taxe professionnelle en France
Pour la taxe suisse, voir Taxe professionnelle communale.
 (octobre 2009).
Si vous disposez d'ouvrages ou d'articles de référence ou si vous connaissez des sites web de qualité traitant du thème abordé ici, merci de compléter l'article en donnant les références utiles à sa vérifiabilité et en les liant à la section « Notes et références ».
La taxe professionnelle (TP) était, avant la loi de finances pour 2010 (loi no 2009-1673 du 30 décembre 2009) instituant la contribution économique territoriale, un des quatre impôts directs locaux perçus par les collectivités territoriales françaises. Elle ne concernait que les entreprises, tandis que les trois autres (taxe foncière sur les propriétés bâties et non-bâties, taxe d'habitation) sont des impôts dits « ménages », bien que les entreprises payaient également les taxes sur le foncier. Elle avait été créée par loi no 75-678 du 29 juillet 1975 supprimant la patente et instituant une taxe professionnelle.
La TP représentait 50 % des ressources fiscales des collectivités territoriales. C’était un impôt perçu au profit des communes, des départements et des régions et aussi (pour 43 % de son produit total) au profit des communautés de communes ou d'agglomération, établissements publics de coopération intercommunale (EPCI) à fiscalité propre.

## Historique
Pour des raisons techniques, il est temporairement impossible d'afficher le graphique qui aurait dû être présenté ici.

Évolutions de recettes de la taxe professionnelle de 1995 à 2009.

### Établissement
Cette taxe était issue des contributions directes établies sous la Révolution française à partir de 1791. La réforme de la fiscalité directe, prévue par l'ordonnance no 59-108 du 7 janvier 1959, fut mise en application à partir de 1974 par le gouvernement de Pierre Messmer (et son ministre de l’Économie et des Finances, Valéry Giscard d'Estaing) sous la présidence de Georges Pompidou. La contribution foncière donna naissance en 1914 et 1917 aux contributions foncières bâtie et non bâtie, puis en 1974 aux taxes foncières sur les propriétés bâties et non bâties, la contribution mobilière se transformant en 1974 en taxe d'habitation, la contribution de la patente voyant se substituer à elle en 1976 la taxe professionnelle.
La TP était due par toute personne physique ou morale française ou étrangère qui exerçait en France à titre habituel une activité professionnelle non salariée au premier janvier de l'année d'imposition (art 1447 et 1478 du Code général des impôts). Étaient donc exclues les activités sans but lucratif ou à but purement privé. Il existait quelques exceptions : ainsi, étaient exonérées de TP les activités d’intérêt général (exercées par l’État, les collectivités territoriales ou des associations), les activités agricoles, les activités artisanales sous certaines conditions ; ainsi que les sociétés coopératives (SCOP et SCOT) sous conditions d'agrément préalable.
Il existait également des exonérations liées au chiffre d’affaires.
En effet les équipements et biens mobiliers (EBM) n'étaient pas pris en compte dans le calcul de la taxe pour une société commerciale dont les ventes (TTC) étaient inférieures à 152 500 €. Si elle effectuait des prestations de service, le seuil était ramené à 61 000 € (pour 2008),. À condition qu’elles n'exerçaient leur activité que dans une seule commune (dans le cas contraire la déclaration « 1003S » devait tout de même être remplie).
Le seuil dépendait du nombre de salariés et du chiffre d’affaires : si le titulaire avait moins de 5 salariés et / ou un chiffre d’affaires inférieur à 61 000 €, il n'avait pas de déclaration à établir, sauf s'il exerçait dans plusieurs communes (alors, la déclaration « 1003S » devait tout de même être remplie).

### Modifications subséquentes
La taxe professionnelle a été souvent modifiée entre sa création en 1976 et sa suppression en 2010. La plupart des réformes ont porté sur des mécanismes de réduction soit par plafonnement, soit par modification de la base taxable.
- 1980 : la taxe professionnelle est plafonnée à 6 % de la valeur ajoutée de l'année N-2[loi 2].
- 1985 : la plafonnement est réduit à 5 % de la valeur ajoutée[6].
- 1987 : le dégrèvement de 10 % est supprimé et remplacé par un abattement de 16 % sur toutes les bases taxables[7],[loi 3].
- 1989 : le plafonnement est réduit à 4,5 % de la valeur ajoutée puis 4 % en 1990 et 3,5 % pour 1991 et les années suivantes[6]. Lors de l'étude du projet de loi de finance pour 1991, les députés socialistes demandent la mise à l'étude d'une contribution minimale[8].
- 1993 : le plafonnement est calculé selon la valeur ajoutée de l'année d'imposition courante et non plus de l'année N-2[9].

À partir de la fin des années 1980 le coût du plafonnement pour l'État augmente à rythme rapide (passant de 3 à 23 milliards de francs par année entre 1988 et 1994) alors que les finances publiques sont affectées par une récession. L'État limite alors les avantages fiscaux liés à la taxe professionnelle:
- 1994 : l'avantage tiré du plafonnement est limité à 1 milliard de francs par contribuable. Cette disposition affecte principalement les grandes entreprises comme EDF[loi 4],[11].
- 1995 : Les diffuseurs de presse (kiosques, Maisons de la Presse) obtiennent un abattement spécial de 2 000 FRF[12],[13] et le plafonnement est à nouveau modifié[14]:
  - Il est maintenu à 3,5 % pour les entreprises faisant moins de 140 millions de francs de chiffre d'affaires
  - Il est augmenté à 3,8 % pour les entreprises faisant entre 140 et 500 millions de chiffre d'affaires
  - Il est augmenté à 4 % pour les entreprises faisant plus de 500 millions de chiffre d'affaires.
  - Enfin le plafonnement est limité à 500 millions de francs au lieu d'1 milliard.

Le principe d'une contribution minimale de taxe professionnelle, discutée depuis le début des années 1990, est finalement adopté sous le gouvernement Juppé :
- 1996 : une contribution minimale de taxe professionnelle est créée calculée à 0,35 % de la valeur ajoutée pour les entreprises réalisant plus de 50 millions de francs de chiffre d'affaires[15].
- 1999 : la contribution minimale est haussée à 1 % en 1999, 1,2 % en 2000 et 1,5 % pour les années suivantes[loi 5].

La réduction de la taxe professionnelle reprend au début des années 2000 :
- 1999 : annonce de la suppression progressive de la part salaires de la taxe professionnelle entre 2000 et 2002[16].

## Bases d’imposition

### Assiette
Jusqu’en 2002, la plupart des contribuables étaient imposés sur deux éléments : sur la valeur locative des immeubles et des autres immobilisations corporelles dont a disposé le redevable pour sa profession et (jusqu’en 2002) sur 18 % des salaires versés par l’entreprise. Cette partie « salaire » a été progressivement supprimée entre 2000 et 2002 et n’existe plus depuis le 1er janvier 2003. On considérait que cet impôt était néfaste pour l’emploi, puisque plus l’entreprise employait plus elle payait de TP.
Lors de sa suppression, la seule base de la TP était la valeur locative des immobilisations corporelles dont disposait le redevable. Cependant, pour certaines professions (libérales notamment), on retenait la valeur locative des seuls immeubles et un pourcentage des recettes (6 %).
Le 23 octobre 2008, le président Nicolas Sarkozy annonça qu'« à partir d'aujourd'hui, tout investissement nouveau réalisé par les entreprises en France sera exonéré à 100 % de la taxe professionnelle jusqu'au 1er janvier 2010. »

### Calcul de la valeur locative des immobilisations corporelles au moment de sa suppression
Pour les immobilisations qui étaient passibles de la taxe foncière, la base de la TP était la valeur locative foncière, c'est-à-dire la valeur locative cadastrale non revalorisée ; le professionnel propriétaire de ses locaux d'activité était donc soumis à la taxe foncière et à la TP.
Pour les immobilisations corporelles qui n'etaient pas soumises à la taxe foncière (ordinateurs, machines, etc.), on retenait 16 % du prix d’achat du bien ou le loyer si elles étaient prises en location.

## Calcul au moment de sa suppression
La TP était établie dans chaque commune où l’entreprise disposait de locaux ou de terrains. C’était un impôt calculé à l’échelon communal par le Centre des impôts, c'est-à-dire une administration fiscale de l'État ; une entreprise implantée sur plusieurs communes avait autant d’avis d'imposition au titre de la TP que de communes dans lesquelles elle est établie.
L’impôt était établi en fonction de la situation de l’entreprise au 1er janvier. L’impôt était établi par commune en multipliant la base d’imposition par le taux d'imposition des différentes collectivités territoriales bénéficiaires puisque l’impôt profite aux communes, départements, régions et EPCI. Sur chaque avis d’imposition, étaient indiquées les parts pour chaque collectivité territoriale.
La politique du gouvernement depuis que la TP existait avait été de la modifier. La TP était une charge directe pour les entreprises et celles-ci ont toujours demandé que cet impôt soit allégé.[réf. nécessaire] Diverses mesures ont été prises au fil du temps pour alléger de façon ciblée la charge fiscale de certaines entreprises : entreprises nouvelles, élargissement de la base salariale, entreprises de transport…
Deux règles avaient cours en termes de TP : toutes les entreprises dont le chiffre d’affaires était supérieur à 7 600 000 € étaient redevables d’une cotisation minimale qui s'élevait à 1,5 % de la valeur ajoutée (le total des ventes moins le total des achats) produite par celles-ci. Il y a une cotisation minimale, mais également un plafonnement de la cotisation TP en fonction de la valeur ajoutée produite. Ce plafonnement était mis en charge par l'État sous la forme d'un dégrèvement, de sorte qu'il ne modifie pas les produits perçus par les collectivités territoriales. L'article 85 de la loi de finances pour 2006 introduisait cependant une modification majeure en laissant à la charge des collectivités locales la partie du dégrèvement correspondant à l'évolution des taux par rapport à un taux de référence (taux 2004 + augmentation moyenne des taux entre 2004 et 2005 par catégorie de collectivités).

## Produit fiscal pour les collectivités territoriales au moment de la suppression

### Exonérations au moment de la suppression
Les collectivités territoriales pouvaient prendre des décisions d’exonération de TP. Ces décisions étaient prises par une délibération expresse du Conseil délibératif et visaient à exonérer certaines activités. La collectivité ne pouvait prendre la décision d’exonérer une seule entreprise ; cette décision devait concerner un secteur d'activité. Ainsi, certaines activités artistiques et intellectuelles (théâtre, cinéma, etc.) pouvaient être exonérées, ainsi que les locations meublées saisonnières, les médecins et auxiliaires médicaux en début d’installation (pour attirer ces professions en milieu rural), les entreprises qui reprenaient des établissements en difficulté.
Pouvaient être également exonérées les installations d’entreprises dans certaines zones du territoire, dans un cadre prévu par la loi. Pour les zones les plus en difficulté tant en termes d'enclavement rural que de problèmes sociaux (zones franches urbaines, zones de redynamisation urbaine, zones de revitalisation rurale), l'exonération jouait de plein droit, sauf délibérations contraires des collectivités, très rares en pratique car elles percevaient des compensations de la part de l'État. Pour les autres zones (zones urbaines sensibles, zones d'aménagement du territoire), l'exonération ne s'appliquait que si la collectivité a pris une délibération.
Les SCOP étaient exonérées de TP.

### Taux d'imposition
Ensuite, les collectivités territoriales doivent voter les taux de TP. Le processus pour le vote des taux, comme pour la taxe d'habitation et la taxe foncière, est le suivant : les services fiscaux notifient aux collectivités territoriales le total des bases des taxes professionnelles. À partir de là, les collectivités territoriales votent le taux. La base multipliée par le taux donne le montant de la TP.
Le vote des taux est encadré. Pour chaque type de collectivité, le taux ne peut excéder deux fois la moyenne nationale des taux de l’année précédente. Par ailleurs, à l’intérieur de la collectivité, la variation du taux de TP est plafonnée à une fois et demie la variation du taux de la taxe d'habitation et de la taxe foncière. La collectivité vote d’abord les taux des « impôts ménages », qu’elle peut augmenter, mais le taux de TP ne peut être augmenté que de 1,5 fois l’augmentation du taux des impôts ménages (par exemple si le taux de la taxe d’habitation et de taxe foncière augmente de 10 %, la TP ne peut augmenter que de 15 %).

### Taxe professionnelle unique (TPU)
Il existe depuis la loi du 12 juillet 1999 la taxe professionnelle unique (TPU). Cette TPU existe obligatoirement pour les communautés d’agglomérations et sur option pour les communautés de communes. Elle se substitue à la TP des communes membres des EPCI. Au total, les intercommunalités perçoivent 43 % du produit de la taxe professionnelle perçue par les collectivités en 2008 soit 34,5 % du produit total.
Ainsi, dans la communauté d’agglomération du Grand Toulouse, il n’y a qu’un seul taux de TP, et la ville de Toulouse a perdu ce produit au profit du groupement intercommunal. La TPU représente à peu près 67 %[réf. nécessaire] de la TP communale au niveau national, l’intercommunalité se substituant de plus en plus aux communes et de plus en plus, la TP communale est établie au niveau intercommunal en TPU. Les communes transfèrent des compétences aux communautés d’agglomérations, et donc perdent des charges.
Pour que les communes ne soient pas pénalisées trop fortement et pour éviter un enrichissement des EPCI, les communautés d’agglomération ou les communautés de communes à TPU reversent une contribution de compensation (ligne 732) égale à la différence entre montant de la TP que la commune percevait auparavant et le montant des charges que les communes ont transféré aux communautés d’agglomérations ou aux communautés de communes à TPU.
À noter que depuis 1984, les syndicats d'agglomération nouvelle ont une TPU ; c'est même à partir de cette expérience menée dans les villes nouvelles que la loi sur les intercommunalités a été construite.
Il existe en outre une sorte de TPU partielle : c'est le régime de la taxe professionnelle de zone. Dans cette configuration, un taux unique de TP s'applique sur le territoire d'une zone d'activités économiques. Ce régime fiscal présente un intérêt lorsqu'une zone d'activités est implantée sur le territoire de plusieurs communes. Sur le reste du territoire de l'EPCI, chaque commune détermine librement son taux de TP et en perçoit directement le produit. Cette option est ouverte aux communautés de communes.

## Compensations versées par l’État
Lorsque le législateur a décidé des exonérations de TP pour des motifs économiques et sociaux, la perte de recette fiscale des collectivités territoriales est compensée par l’État, parce que ces exonérations sont décidées au niveau national. Aujourd’hui[Quand ?], les compensations versées par l’État aux collectivités territoriales (ligne 7321) au titre des exonérations représentent plus de 30 % de toute la TP : le premier contributeur au titre de la TP est donc l’État.
Les décisions entraînant compensation par l’État portaient notamment sur :
- les zones franches urbaines
- les zones de revitalisation rurale
- l’abattement général de 16 % des bases (décision prise dans la loi de finances pour 1987[7] : l’État avait créé un abattement de 16 % sur les bases taxables de toutes les entreprises)
- la suppression progressive de la part salaire dans la base des TP (cette dernière compensation étant fondue depuis 2004 dans la dotation globale de fonctionnement)[note 1].

Néanmoins, les compensations versées par l’État sont versées en fonction de la situation des entreprises au moment où la décision d’exonération est prise. Pour la suppression progressive de la part salaire, l’État compense la perte de produit fiscal en fonction des entreprises existant au 1er janvier 1999, c'est-à-dire que pour les entreprises créées après, il n’y a pas de compensation. Cependant, ces compensations ne sont pas limitées dans le temps ; les communes sont donc susceptibles d’en profiter ad vitam æternam (ligne 74834).
Le projet de réforme de la taxe professionnelle, annoncé en janvier 2004 et qui a donné lieu au rapport Fouquet qui s'est concrétisé par l'article 85 de la loi de finances pour 2006, qui complète le mécanisme de plafonnement en fonction de la valeur ajoutée et pérennise le dégrèvement au titre des investissements nouveaux.

## Réforme de 2007
Cet impôt qui fait l'objet de nombreuses critiques fait l'objet pour 2007 d'une réforme portant sur les modalités du plafonnement des cotisations en fonction de la valeur ajoutée. Le système de plafonnement ancien en vigueur jusqu'en 2006 est considéré comme inadapté en ce qu'il « surimposerait » certaines entreprises.

### Principes
- Un plafonnement étendu. Auparavant, le calcul du plafonnement faisait référence au taux TP de 1995. Désormais, ce sera le taux de 2004 ou 2005. Il est attendu de la sorte que 150 000 entreprises voient réévaluer le montant de leur dégrèvement.
- Une participation des collectivités territoriales. Elles participeront à la charge du dégrèvement en fonction de la hausse du taux de TP qu'elles auront voté.

En cas de hausse, un prélèvement sera effectué sur leurs recettes fiscales de l'année, une régularisation pouvant intervenir deux ans plus tard, en fonction des dégrèvements effectivement prononcés.
Le prélèvement peut faire l'objet de réfactions selon des modalités qui diffèrent selon les types de collectivités et selon le régime fiscal qu'elles appliquent.

### Mise en œuvre
- Fin 2006 : mise en service d'un outil de simulation ;
- Début 2007 : notification des bases d'imposition concernées aux collectivités territoriales ;
- Juillet à septembre 2007 : notification du prélèvement éventuel aux collectivités territoriales ;
- 2008 : présentation par les entreprises des demandes de dégrèvement ;
- Début 2009 : reversement éventuel à la collectivité.

## Suppression
La suppression de la TP a été annoncée par le président de la République Jacques Chirac en janvier 2004, mais cette annonce s'est traduite uniquement par une réforme de faible envergure (l'introduction d'un nouveau plafonnement de la cotisation de TP à 1,5 % de la valeur ajoutée et une prise en charge d'une partie du dégrèvement résultant de ce plafonnement par les collectivités territoriales votant des taux supérieurs à un taux de référence).
En février 2009, le chef de l’État, Nicolas Sarkozy, annonçait la suppression des investissements productifs de l’assiette de la taxe professionnelle, au titre de la compétitivité des entreprises industrielles. Lors d’une émission télévisée le 5 février 2009, le président Sarkozy a indiqué que « l'on supprimera la taxe professionnelle en 2010 parce [qu'il veut] que l'on garde des usines en France. » Il chiffre le coût de cette mesure, lors de cette émission, à 8 milliards d'euros.
En réalité, ce montant correspond au coût pour le budget de l'État du plafonnement de cette taxe à 3,5 % de la valeur ajoutée décidé en 2005. Selon Philippe Laurent, le président de la commission des Finances de l’Association des maires de France, le revenu de la taxe professionnelle pour les collectivités territoriales s'élève à 28 milliards d’euros en 2009. Si les collectivités territoriales (communes, départements, régions) en bénéficient principalement (79 %), l'État perçoit aussi une partie de la taxe professionnelle (17 %).
Le 2 novembre 2009, 24 sénateurs UMP, emmenés par l'ancien Premier ministre Jean-Pierre Raffarin, annoncent qu'ils ne voteront pas la réforme proposée sans évolutions significatives et garanties quant à la pérennité des ressources. Cosignataire de cette tribune, Jean-René Lecerf, sénateur du Nord, estime pour sa part que « si l'on veut préserver l'autonomie fiscale des Départements et des Régions, il faut que pour une bonne part, ils puissent faire varier l'impôt. Sans quoi il y a un risque de recentralisation. »
La loi de finances de 2010 prévoit le remplacement de la taxe professionnelle par une « contribution économique territoriale » (CET) composée de :
- une cotisation foncière des entreprises (CFE) assise sur les bases foncières,
- une cotisation sur la valeur ajoutée des entreprises (CVAE) assise sur la valeur ajoutée.

Cette mesure s'applique dès 2010 pour les entreprises, mais elle entrera en vigueur pour les collectivités et leurs groupements seulement à partir de 2011 ; l'État s'est engagé à maintenir leurs recettes en 2010 à l'euro près avec l'attribution d'une compensation relais.